# Chromacilla
Chromacilla is een kevergeslacht uit de familie van de boktorren (Cerambycidae). De wetenschappelijke naam van het geslacht werd voor het eerst geldig gepubliceerd in 1922 door Schmidt.

## Soorten
Chromacilla omvat de volgende soorten:
- Chromacilla discoidalis (Bates, 1879)
- Chromacilla foveata (Aurivillius, 1913)
- Chromacilla igneicollis (Hope, 1843)
- Chromacilla jossoi Juhel & Bentanachs, 2010
- Chromacilla micans (Fabricius, 1801)
- Chromacilla murphyi Juhel, 2012
- Chromacilla penanhoati Juhel & Bentanachs, 2010
- Chromacilla pujoli Juhel & Bentanachs, 2010
- Chromacilla schubotzi (Hintz, 1911)
- Chromacilla tricolor (Jordan, 1894)
- Chromacilla venus (Thomson, 1858)